# Sidste tur
Sidste tur (russisk: Последний аттракцион) er en sovjetisk film fra 1929 af Ivan Pravov og Olga Preobrasjenskaja.

## Medvirkende
- Ivan Bykov som Kurapov
- Jelena Maksimova som Polly
- Raisa Puzjnaja som Masja
- Naum Rogozjin som Klim Visloguby
- A. Sasjin som Sergej